# Tiempo Modo Lugar
Tiempo Modo Lugar es un término que se utiliza en la tipología lingüística para describir el orden general de la secuencia de los circunstanciales que aparecen en las oraciones de una lengua.
Parece que este orden de adjuntos es común en las lenguas con la secuencia SOV, como el japonés y el alemán, entre otras.
Un ejemplo en alemán es: «Ich fahre heute mit dem Auto nach München.» (traducción literal de la secuencia respetando su orden: «Yo iré hoy con el coche a Múnich»), donde «heute» («hoy») es el adjunto de tiempo, «mit dem Auto» («con el coche») es el modo empleado para el viaje, y «nach München» («a Múnich») es el lugar de destino. Los otros elementos de la oración son irrelevantes para lo que se quiere representar con este ejemplo.
Un ejemplo en japonés es: «Ashita kuruma de nagoya e ikimasu.» (traducción literal de la secuencia respetando su orden: «Mañana con el auto a Nagoya iré»).
El otro orden de los circunstanciales es Lugar Modo Tiempo, otro método que es típico del español, el inglés y el francés.
- Datos: Q7806656